# The Code
The Code é um documentário finlandês sobre GNU/Linux a partir de 2001, com algumas das pessoas mais influentes do movimento software livre.